# Rozoy-sur-Serre
Rozoy-sur-Serre je naselje in občina v severnem francoskem departmaju Aisne regije Pikardije. Leta 1999 je naselje imelo 1.079 prebivalcev.

## Geografija
Kraj se nahaja v pokrajini Thiérache ob reki Serre, 43 km severovzhodno od Laona.

## Administracija
Rozoy-sur-Serre je sedež istoimenskega kantona, v katerega so poleg njegove vključene še občine Archon, Les Autels, Berlise, Brunehamel, Chaourse, Chéry-lès-Rozoy, Clermont-les-Fermes, Cuiry-lès-Iviers, Dagny-Lambercy, Dizy-le-Gros, Dohis, Dolignon, Grandrieux, Lislet, Montcornet, Montloué, Morgny-en-Thiérache, Noircourt, Parfondeval, Raillimont, Renneval, Résigny, Rouvroy-sur-Serre, Sainte-Geneviève, Soize, Le Thuel, Vigneux-Hocquet, La Ville-aux-Bois-lès-Dizy in Vincy-Reuil-et-Magny s 7.670 prebivalci.
Kanton je sestavni del okrožja Laon.

## Zanimivosti
- utrjena samostanska cerkev;